# Avard Moncur
Avard Moncur (* 2. listopadu 1978) je bývalý bahamský atlet, jehož specializací byl běh na 400 metrů.

## Sportovní kariéra
Je držitelem dvou olympijských medailí, jako člen jamajské štafety na 4 × 400 metrů získal v Sydney v roce 2000 bronzovou medailí a v Pekingu v roce 2008 stříbrnou medaili.
Z mistrovství světa v atletice si dovezl celkem pět medailí. V roce 2001 zvítězil v závodě na 400 metrů. Další medaile pocházejí ze štafetového závodu na 4 × 400 metrů. V Edmontonu v roce 2001 byl členem vítězné štafety, na následujícím šampionátu v Paříži o dva roky později skončila bahamská štafeta s Moncurem třetí, z mistrovství světa v Helsinkách (2005) a v Ósace (2007) si dovezl stříbrnou medaili.
Jeho osobní rekord na 400 metrů je 44,45 a pochází z roku 2001.